# Peter Rafael
Peter Rafael (* 17. Juli 1965 als Hans Peter Bauer in Neunkirchen (Saar); † 22. Februar 2008 in Bad Ems) war ein deutscher Sänger und Moderator.
Rafael begann seine Karriere im Alter von 14 Jahren als Sänger im Vorprogramm einer Girlieband. Er nahm Gesangs-, Sprech- und Schauspielunterricht und spielte am Theater u. a. den Enkel von Willy Millowitsch. Im Alter von 18 Jahren erhielt er einen Plattenvertrag bei Koch International. Er trat in der ZDF-Hitparade auf, war unter den Top 20 der österreichischen Charts und errang Platz 3 beim Grand Prix-Vorentscheid 1987 mit dem Titel Phönix aus der Asche.
Rafael verstarb im Alter von 42 Jahren an einem Herzinfarkt, der durch seinen starken Diabetes begünstigt wurde.

## Diskografie

### Singles
- My Spanish Rose / Das ist nicht fair von dir
- Phönix aus der Asche (1987)
- Rosanna / Komm wir brechen jetzt aus
- Sangria im Glas / Fantasia (1988)
- Tanz Lambada (1989)
- Soll ich das glauben? / Hals über Kopf
- Volare / Sonne, Wind und Sterne (1990)
- Sunshine Dancing / In der Hitze der Nacht (1990)
- Engel der Nacht (1991)
- Ich will dich (1992)
- Heut’ Nacht oder nie mehr (1993)
- Ganz oder gar nicht (1993)
- Wenn schon, dann richtig (1993)
- Steig wieder auf (1994, als Teil von Alle für Alle)
- Auf dem Weg zu dir (1995)
- Ich bin der Mann deiner Träume (1995)
- Das liegt ganz allein am Rhythmus (1996)
- Non capisco – nix kapiert (1996)
- Ist es schon zu spät (Duett mit Jessica) (1997)
- Olé, oh – mein Herz fliegt dir zu
- Viva l´amor (1998)
- Die spanische Nacht (1999)
- Die Nacht, die Sterne und du (2000)
- Leuchte, Silbermond (2001)
- Du bist allein (heute Nacht) (2001)
- Feuerzauber (2002)
- In dieser Sommernacht (2002)
- Das kann doch kein Zufall sein (2003)
- Bin verliebt (2004)
- Ein Hoch auf das Leben – La dolce vita (2005)
- Hallo, Weihnachtsmann (2006)
- Vorbei ist vorbei (2006)
- Nur mit Dir (2007)
- Verliebt in Dich (2008)

### Alben
- Die Erste (1990)
- Frohe Weihnachtszeit (1992)
- Ganz oder gar nicht (1993)
- Best Of (2005)